# Джузвала
Джузва̀ла (на италиански: Giusvalla; на лигурски: Gusvàla, Гузвала) е село и община в Северна Италия, провинция Савона, регион Лигурия. Разположено е на 475 m надморска височина. Населението на общината е 462 души (към 2011 г.).